# Hella Wuolijoki
Pour les articles homonymes, voir Wuolijoki.
Hella Wuolijoki (née le 22 juillet 1886 dans la commune de Helme, Empire russe, aujourd'hui en Estonie ; morte le 2 février 1954  à Helsinki, Finlande), également connue sous le nom de plume de Juhani Tervapää, est une écrivaine finlandaise-estonienne.

## Biographie
Hella Wuolijoki fut élue à la Diète nationale de Finlande et chef du groupe parlementaire de la Ligue démocratique du peuple finlandais de 1946 à 1947. Elle fut aussi directrice de la radio publique Yle de 1945 à 1949.
Maître Puntila et son valet Matti, pièce de Bertolt Brecht, a été inspirée par les récits d'Hella Wuolijoki, qui hébergea Brecht durant son exil en Finlande (1939-1940).

### Espion soviétique
Entre les années 1920 et 1930, Wuolijoki accueillait des salons littéraires pour discuter de politique, de socialisme et de communisme. Elle avait des liens secrets avec les structures de renseignement de l'union sovietique. La police finlandaise la soupçonnait d'être une espionne, mais n'avait aucune preuve solide jusqu'en 1943, lorsqu'elle a été arrêtée pour avoir caché Kerttu Nuorteva (en), un espion parachutiste soviétique en mission pour obtenir des informations sur les troupes allemandes en Finlande.
Elle fut condamnée à la réclusion à perpétuité, mais elle a été libérée en 1944, après le cessez-le-feu qui a mis fin à la Seconde Guerre mondiale.

### Vie privée
Hella Wuolijoki est la grand-mère de Erkki Tuomioja, le ministre des affaires étrangères finlandais.

## Galerie

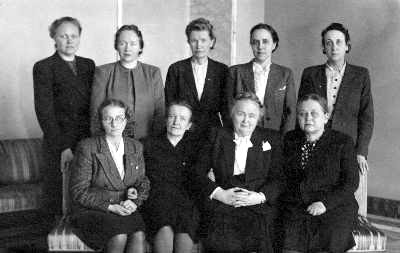
Les membres féminins de la Ligue démocratique du peuple finlandais en 1947. Au premier rang : Olga Terho, Elsa Karppinen, Hella Wuolijoki, Anna Nevalainen. Au second rang : Tyyne Tuominen, Kaisu-Mirjami Rydberg, Elli Stenberg, Hertta Kuusinen, Sylvi-Kyllikki Kilpi.

## Adaptations au cinéma
- 1947 : Ma femme est un grand homme de H. C. Potter

## Représentations théâtrales en France
- 1945 : Les Dames de Niskala, Théâtre Édouard-VII.

## Représentations théâtrales en Europe
- 1958 : Le nid de pierre (Akmens ligzda), Théâtre dramatique de Valmiera, mise en scène de Pēteris Lūcis.
- 1964 : Le Pain de Niskala (Niskavuori maize), Théâtre dramatique de Valmiera, mise en scène de Pēteris Lūcis.
- 1968 : Adieu, Niskala! (Ardievu, Niskavuori!), Théâtre dramatique de Valmiera, mise en scène de Pēteris Lūcis.
- 1973 : La jeunesse de la maîtresse de Niskala (Niskavuori saimnieces jaunība), Théâtre dramatique de Valmiera, mise en scène de Pēteris Lūcis.
- 1974 : Heta de Niskala (Niskavuori Heta), Théâtre dramatique de Valmiera, mise en scène de Pēteris Lūcis[2].

## Distinctions
- 1952 : médaille Pro Finlandia